# ヴィーゼンシュタイク
ヴィーゼンシュタイク (ドイツ語: Wiesensteig) は、ドイツ連邦共和国バーデン＝ヴュルテンベルク州シュトゥットガルト行政管区のゲッピンゲン郡に属す市で、レギオン・シュトゥットガルト（シュトゥットガルト地方）の南東端に位置する。

## 地理
ヴィーゼンシュタイクは、シュヴェービシェ・アルプ中央部のフィルスタール上流域、高度 561 から 829 m に位置している。市の外れをA8号線のアルプアウフシュティークがウルム方面へ向かって伸びている。市域は南西から北東に向かって刻まれた深さ 200 m に達する谷によって特徴付けられる。ここには多くのカルスト水源があり、フィルス川へ合流する。フィルスアルプに含まれるこの谷の北側にあたる丘陵状の高地は、南に向かうにつれてライヒンゲン周辺のクッペンアルプ中部の広い丘陵地につながっている。

### 市の構成
自治体ヴィーゼンシュタイクにはヴィーゼンシュタイク市区、農場集落のブレージベルク、エックヘーフェ、ハイデンタール、ロイセンシュタイン、ツィーゲルホーフ、一戸集落のレンマーブッケル、パピーアミューレ、廃集落のミヒェルンブーフとシャーフハウスが含まれる。

### 隣接する市町村
本市は、北はグリュービンゲン、北東はミュールハウゼン・イム・テーレ、東はドラッケンシュタイン、南東はホーエンシュタット（以上いずれもゲッピンゲン郡）、南はヴェスターハイム（アルプ＝ドナウ郡）、南西はレーマーシュタイン（ロイトリンゲン郡）、西はレニンゲン、北西はナイトリンゲン（ともにエスリンゲン郡）と境を接している。

### 土地利用
| 用途                 | 面積 (ha) | 占有率 (%) |
| -------------------- | --------- | ---------- |
| 住宅地               | 34        | 1.5        |
| 商工業地             | 16        | 0.7        |
| レクリエーション用地 | 14        | 0.6        |
| その他市街地         | 16        | 0.7        |
| 交通用地             | 100       | 4.3        |
| 農業用地             | 900       | 38.5       |
| 森林                 | 1223      | 52.2       |
| 水域                 | 4         | 0.2        |
| その他               | 34        | 1.5        |
| 合計                 | 2341      | 100        |

2022年現在の州統計局のデータに基づく。

## 歴史

### 19世紀まで
ヴィーゼンシュタイクは、861年にベネディクト会ヴィーゼンシュタイク修道院が設立された際に、初めて文献に記録されている。この修道院から1103年に律修司祭本部が設けられ、1804年に世俗化されるまで存続した。しかし定住跡は石器時代にまで遡る。
都市権は、早くも1356年から有していた。当時この街はヘルフェンシュタイン伯の統治下にあった。1512年からヴィーゼンシュタイク領は神聖ローマ帝国内のシュヴァーベン帝国クライスに属した。

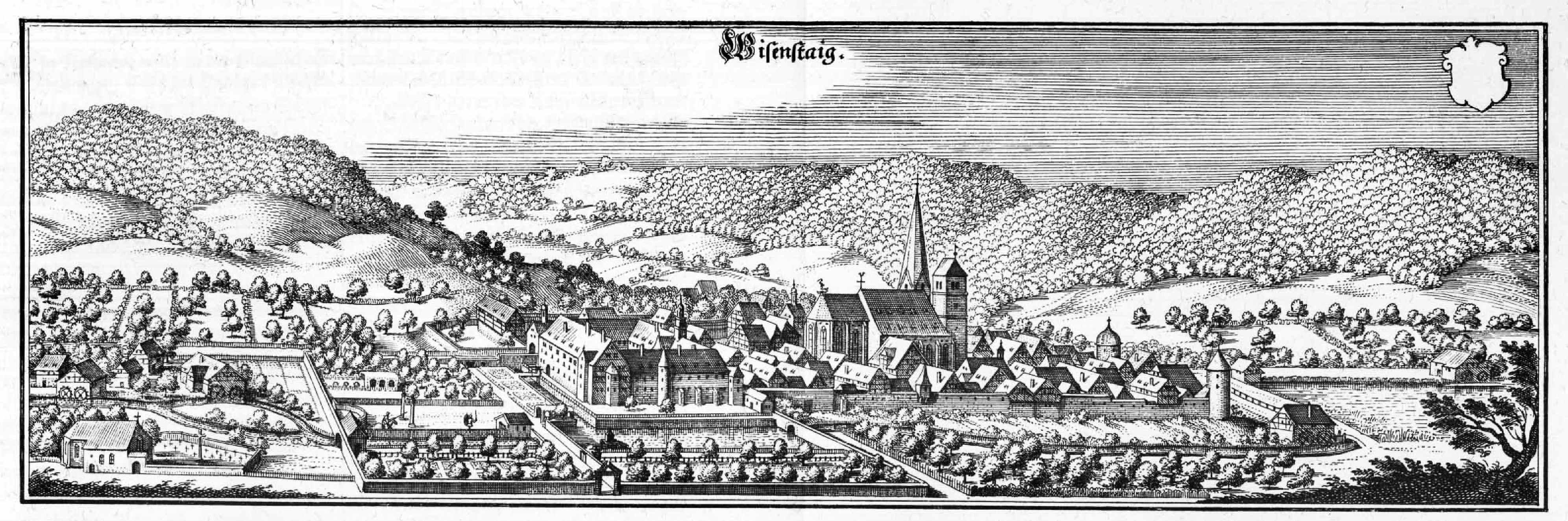
1643/1656年に出版されたマテウス・メーリアンの銅版画に描かれたヴィーゼンシュタイン

ヘルフェンシュタイン伯ウルリヒ17世（1524年-1570年）とその弟ゼバスティアン（1564年没）は、1555年にヴィーゼンシュタイクにルター派の信仰をもたらした。1562年から1611年までの間にヴィーゼンシュタイク領内で少なくとも111人の女性と1人の男性が「魔女や怪物」であるとして魔女裁判の末に処刑された。1567年にウルリヒ17世伯はカトリックの信仰に回帰し、対抗宗教改革を徹底していたのである。ヴィーゼンシュタイク市議会は、2016年1月30日に魔女裁判の犠牲者の社会的名誉を回復した。
この小都市は1648年にスウェーデン軍によってほぼ完全に焼き払われた。1627年のヘルフェンシュタイン家断絶（3人の相続権を持つ娘を含む）後、1642年に 2/3がバイエルン選帝侯に、1/3がフュルステンベルク侯に売却された。後者も1752年にバイエルン選帝侯領となった。1806年のライン同盟に基づく領土交換により、この街はヴュルテンベルク王国領となり、オーバーアムト・ヴィーゼンシュタイクの本部所在地となった。このオーバーアムトは1810年に廃止され、ヴィーゼンシュタイクはオーバーアムト・ガイスリンゲンに編入された。ナチ時代のヴュルテンベルクの行政改革によってヴィーゼンシュタイクはゲッピンゲン郡の一部となった。第二次世界大戦後この街はアメリカ占領地区の一部となり、新たに設けられたヴュルテンベルク＝バーデン州に編入された。この州は1952年に現在のバーデン＝ヴュルテンベルク州に再編された。

## 住民

### 人口推移
出典: 1970年以降のデータは、バーデン＝ヴュルテンベルク州統計局のデータによる。
| 時期           | 人口（人） |
| -------------- | ---------- |
| 1837年         | 1496       |
| 1907年         | 1327       |
| 1939年05月17日 | 1683       |
| 1950年09月13日 | 2063       |
| 1970年05月27日 | 2632       |
| 1983年12月31日 | 2490       |
| 1987年05月25日 | 2426       |
| 1991年12月31日 | 2575       |
| 1995年12月31日 | 2445       |
| 2000年12月31日 | 2350       |
| 2005年12月31日 | 2312       |
| 2010年12月31日 | 2138       |
| 2015年12月31日 | 2056       |
| 2020年12月31日 | 2034       |

## 行政

### 行政連合
ヴィーゼンシュタイクは、ミュールハウゼン・イム・テーレ、ドラッケンシュタイン、グリュービンゲン、ホーエンシュタットとともに、1972年からオーベレス・フィルスタール自治体行政連合を形成している。その本部はヴィーゼンシュタイクにある。

### 議会
ヴィーゼンシュタイク市議会は12議席からなる。議会はこれらの選出された名誉職の議員と、議長を務める市長で構成されている。市長は市議会において投票権を有している。

### 首長
2010年1月にゲプハルト・トリッチュラー（無所属）が市長に選出された。トリッチュラーは2018年3月に 90.7 % の支持票を獲得して再選された。

### 紋章
図柄: 赤地。金の5峰の山から現れる銀の象。
由来: 確認される最初の紋章は、かつての支配者ヘルフェンシュタイン伯の紋章動物である象が、斜めに配された4峰の山から現れるデザインの、1482年に押印された市の印章である。山から姿を現す象は、その後すべてのデザインに描かれているが、峰の数は1つから5つの間で変化している。ある例では、紋章の盾の縁から直接象が姿を見せている。しかし1930年以降は5峰の山が紋章のモチーフとして固定された。1958年まで紋章の配色は緑-赤であった。しかしこの組み合わせは紋章の配色規定に抵触していたため、1959年2月4日に白-赤の配色で内務省の認可を得た。

## 経済と社会資本

### 交通
州道1200号線はヴィーゼンシュタイクで連邦道466号線および連邦アウトバーン8号線に接続している。ヴィーゼンシュタイクはシュヴァーベン・アルプ街道に面している。街の高台をアウトバーン8号線のアルプアウフシュティークが通っている。
ヴィーゼンシュタイクは1903年から1968年まで、ガイスリンゲン・アン・デア・シュタイゲからのテーレス鉄道によって鉄道網に接続していた。王立ヴュルテンベルク邦有鉄道は Typ IIIb の統一駅舎をここに建設した。

### 教育
ヴィーゼンシュタイクには基礎課程学校フランツ＝クサヴァー＝メッサーシュミット＝シューレがある。

## 文化と見所

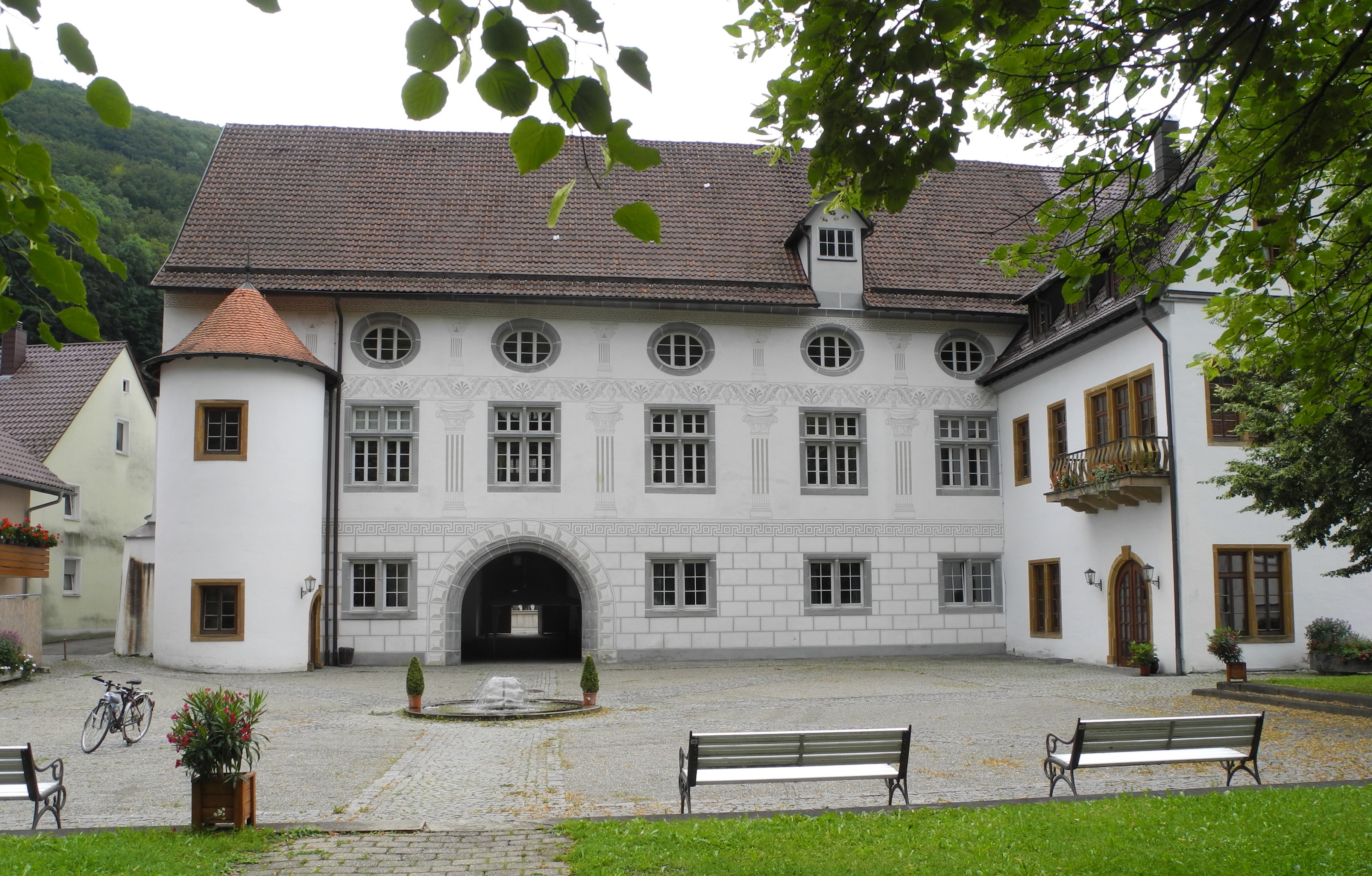
ヘルフェンシュタイン家の居城

### 建築

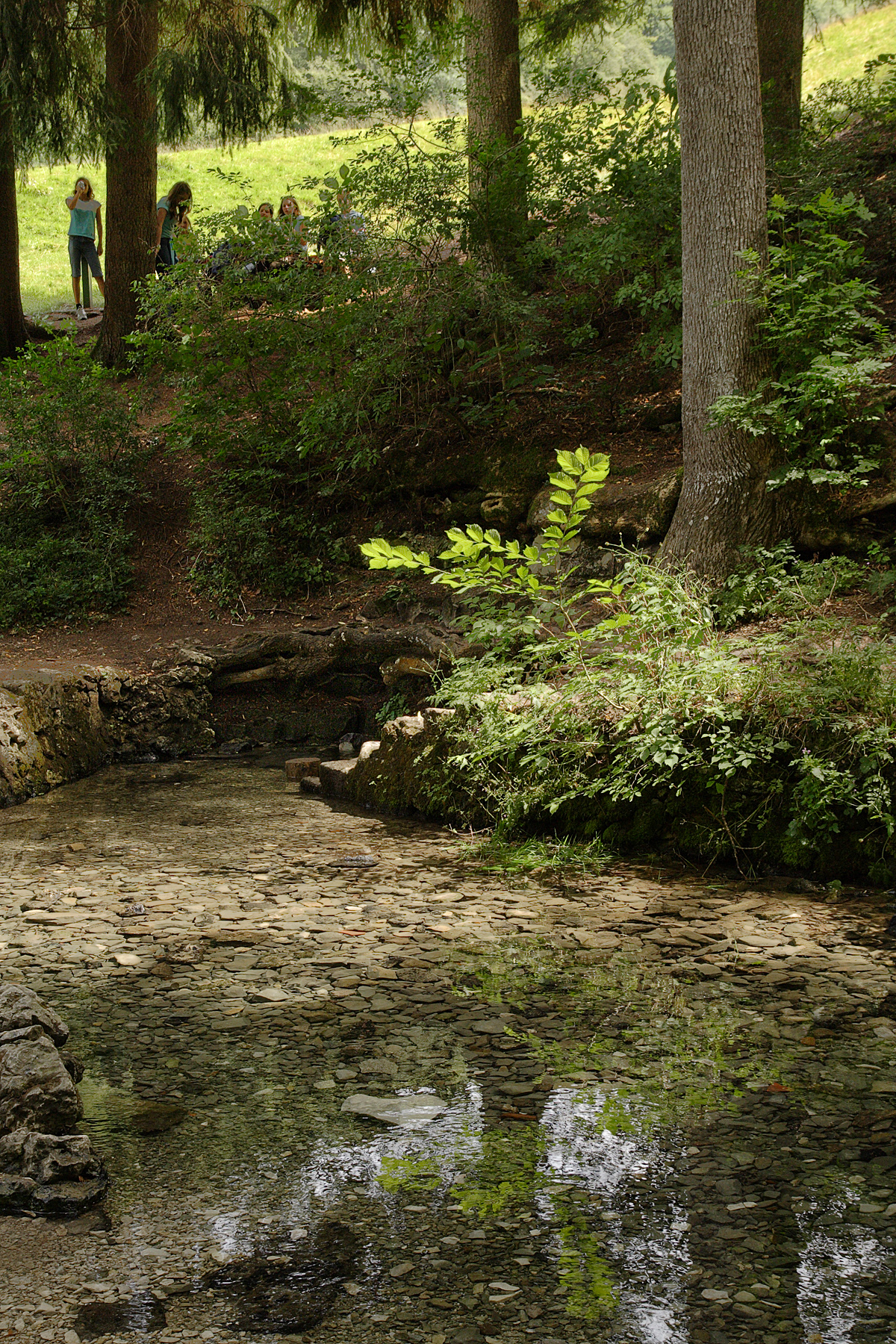
フィルス川の水源地

- ヘルフェンシュタイン家の居城（1551年）: この城館は1551年から1555年にウルリヒ17世伯によって四翼式のルネサンス建築として建設され、1627年までヘルフェンシュタイン＝グンデルフィンゲン伯の居城として用いられた。フュルステンベルク時代やバイエルン時代には、行政庁舎として機能した。1812年に現存する南翼以外が取り壊され、南翼は納屋、居館、公証人役場、診療所、郵便局に利用された。1984年から1986年に大規模改修が行われた。それ以後は文化イベントが開催されている。主入口の上にルドルフ6世伯とその妃アナ・マリア・フォン・シュタウフェンの1600年の組み合わせ紋章が掲げられている。
- 聖キリアクス修道院教会（1466年）: 1849年製のヴァイグレ＝オルガンを有している[12]。
- 象の泉と木組み建築群があるマルクト広場。
- ヴィーゼンシュタイクの北の高台に建つ十字架礼拝堂。この礼拝堂への参道には十字架の道行きの留が設けられている。
- ロイセンシュタイン城趾。ヴィーゼンシュタイクの北西約 5 km にある。
- ヴィーゼンシュタイク送信所
- マイクロ波回線中継塔

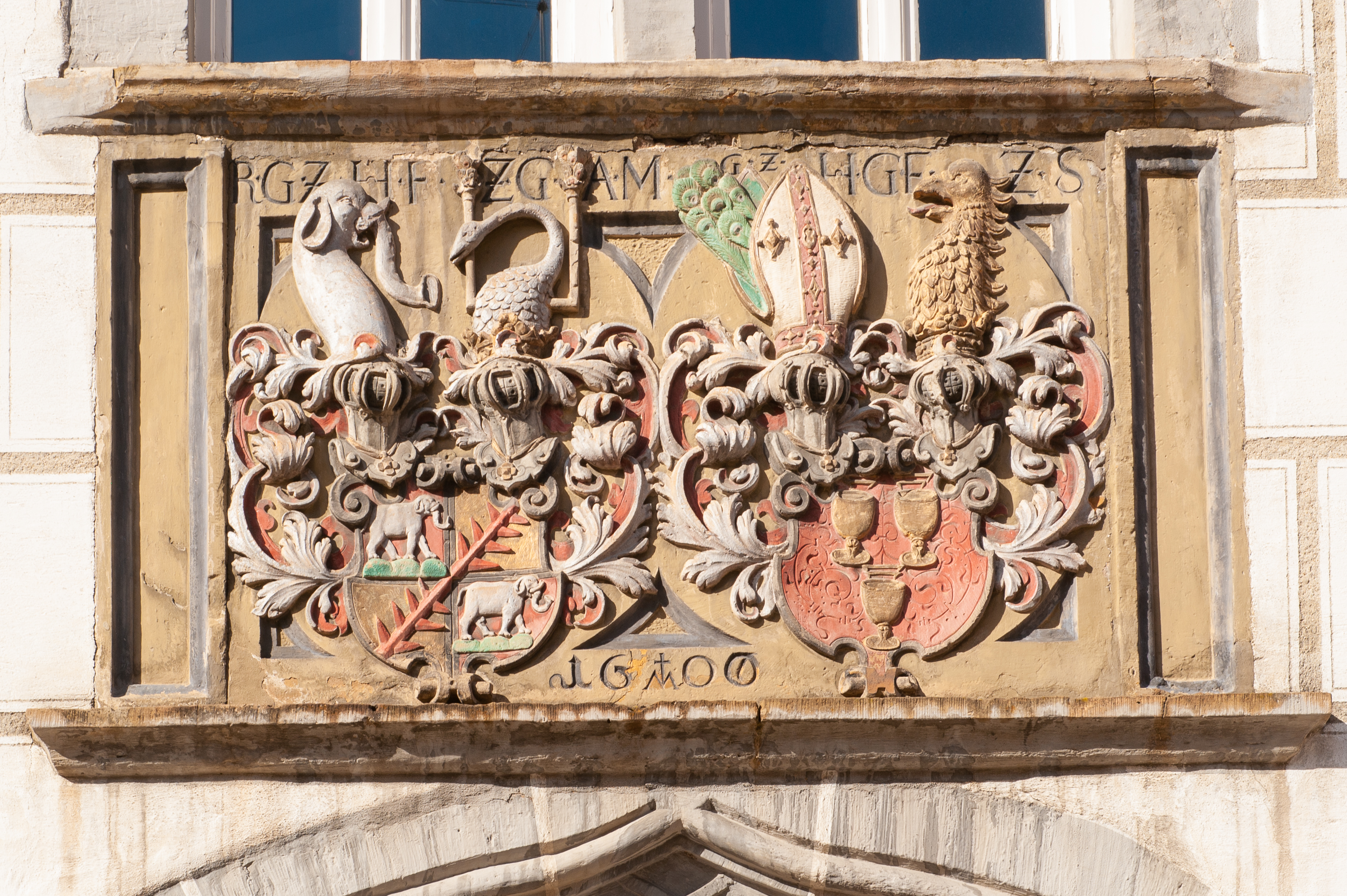
ヘルフェンシュタイン家の居城に掲げられた組み合わせ紋章
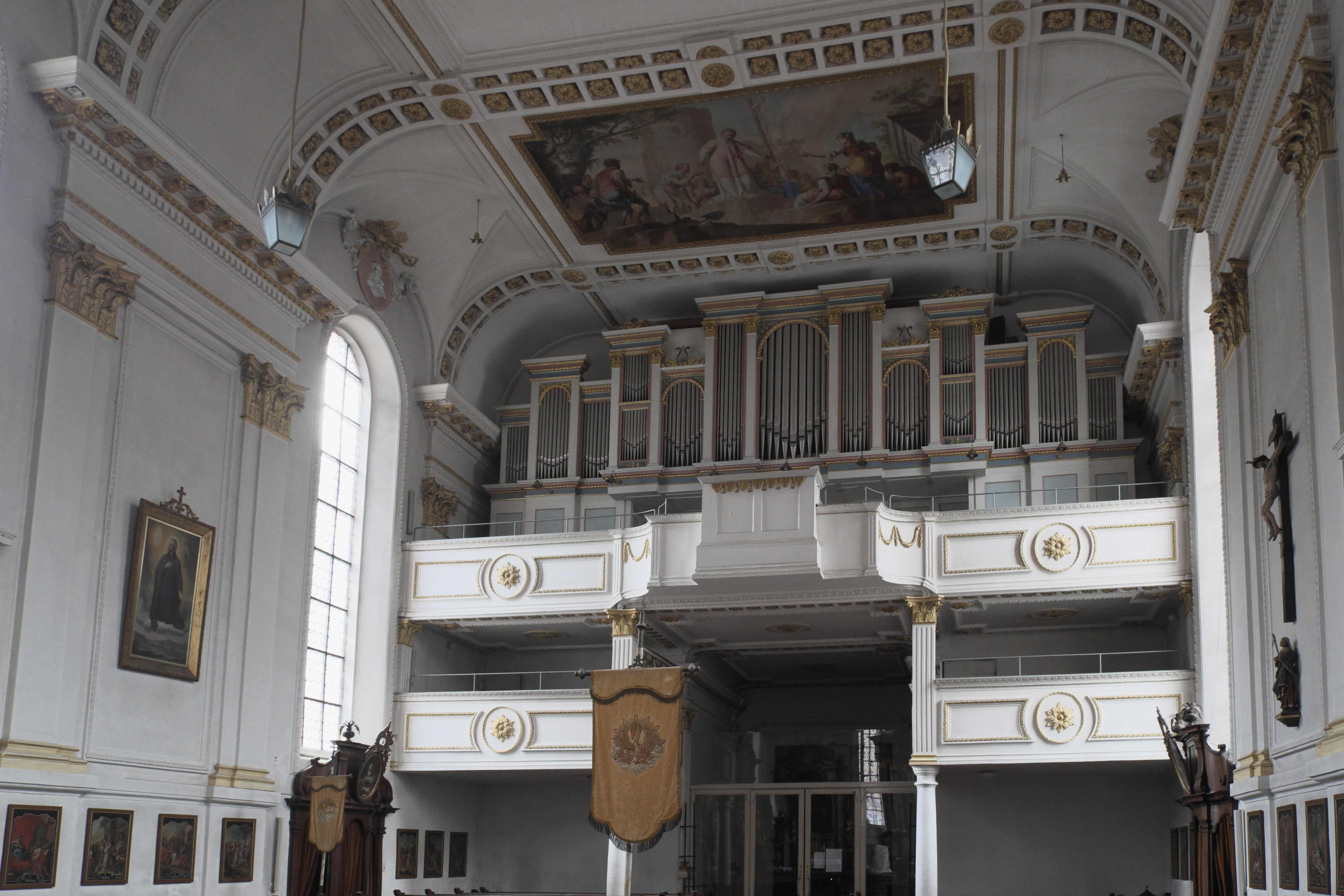
聖キリアクス教会のオルガン
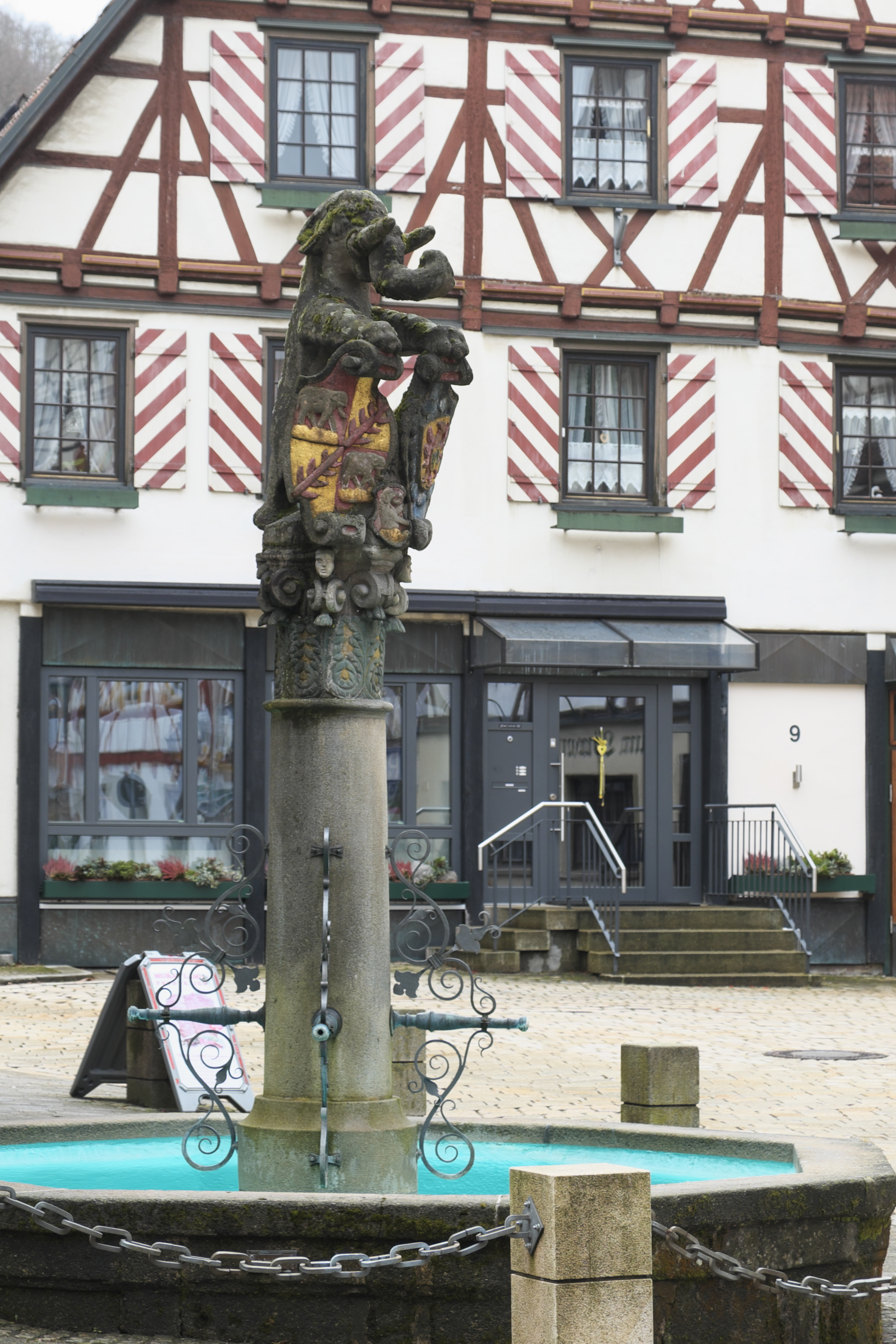
象の泉
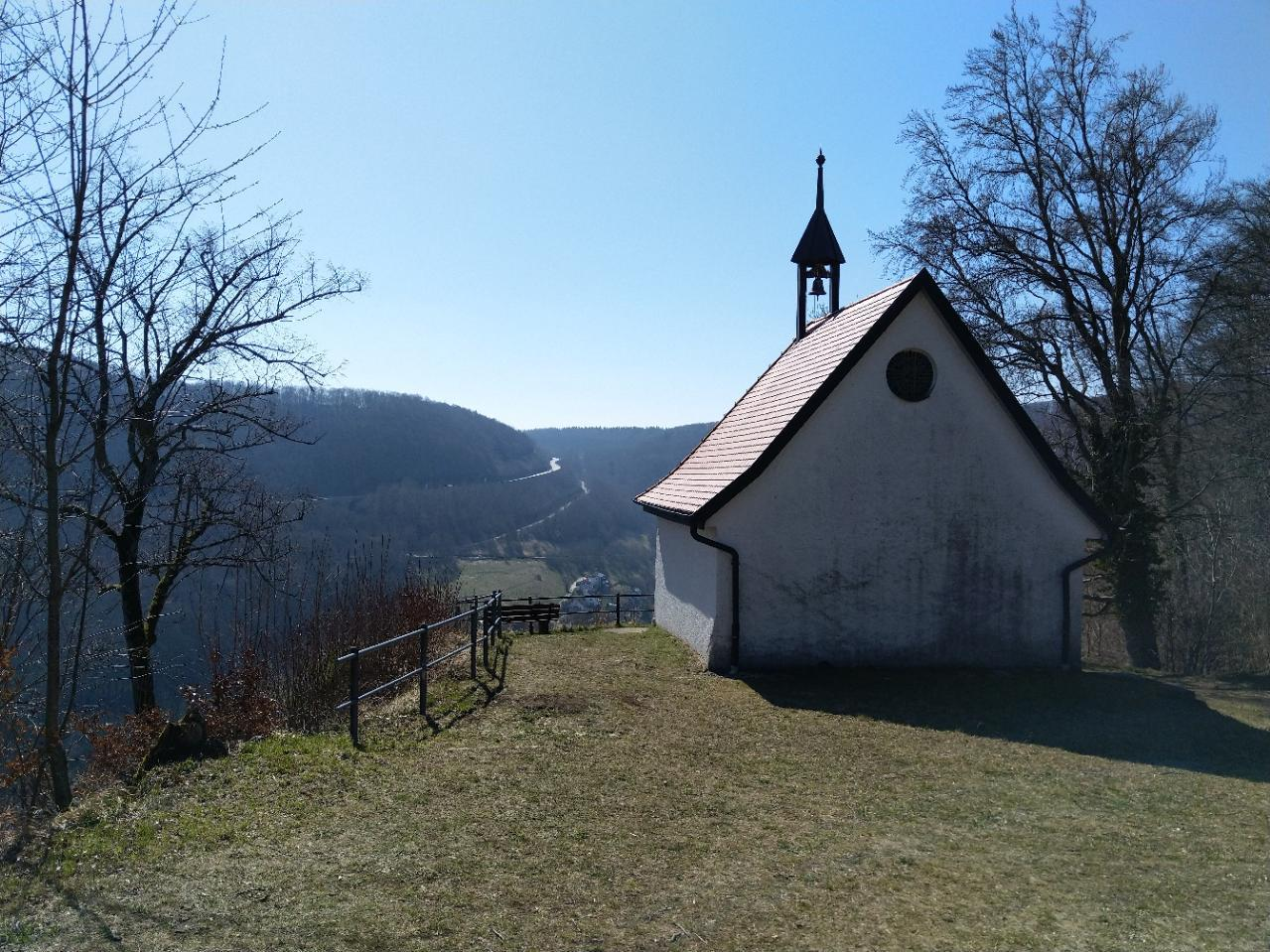
聖十字架礼拝堂
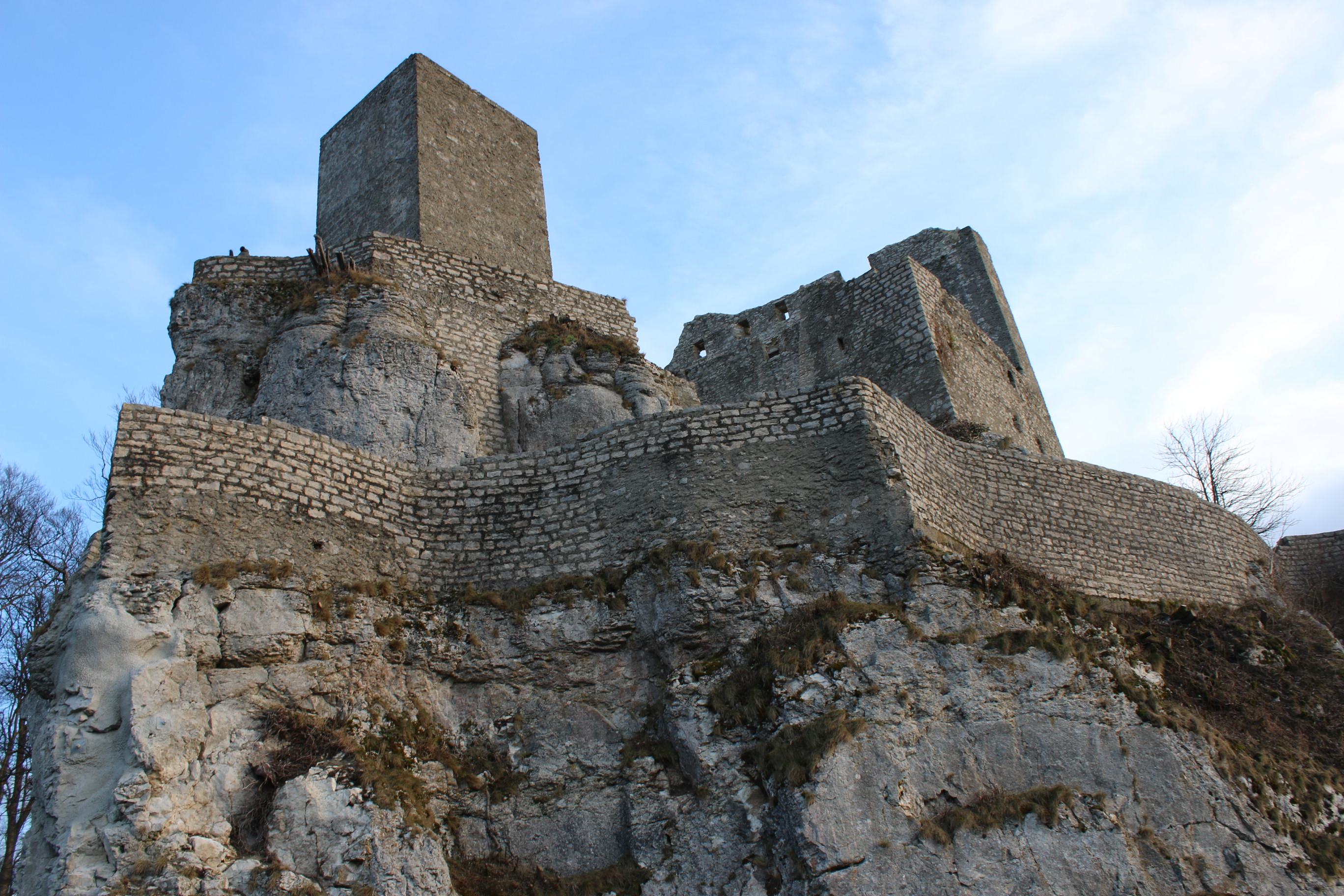
ロイセンシュタイン城趾

### 自然文化財
- フィルス川水源。ヴィーゼンシュタイクの南西約 2 km にある。

### スポーツ

#### 遊歩道
ヴィーゼンシュタイクはシュヴェービシェ・アルプに位置し、自然景観に囲まれた街であることから、人気のハイキング地となっている。西の市境沿いに広域遊歩道アルプシュタイク（シュヴェービシェ・アルプ＝ノルトラント＝ヴェークあるいは HW1 とも呼ばれる）が通っている。この遊歩道はシュヴェービシェ・アルプの山沿いにドナウヴェルトからトゥットリンゲンまでを結んでいる。長さ 14 km の周回路フィルスウアシュプルングルンデ（直訳: フィルス川水源地周辺）はドイツ・ヴァンダーインスティテュートからプレミアム遊歩道に認定されており、日帰り旅行に好適である。

#### 自転車道
ヴィーゼンシュタイクの市域西部を、アルプ＝クロッシングが通っている。この広域自転車道はマウンテンバイクやグラーヴェンバイク向けの自転車道で、アーレンからトゥットリンゲンまでを6つの区間で結んでいる。

#### スキー場
ヴィーゼンシュタイクには、シュヴェービシェ・アルプで最大のスキー場であるブレージベルク・スキー場がある。このスキー場には3本のリフトが整備されており、様々な難易度の合計約 5 km のピースト（滑走斜面）がある。

#### TSV オーベーレ・フィルス
TSV オーベーレ・フィルスは、1972年6月24日に、TSV ヴィーゼンシュタイクと TSV ミュールハウゼンの2つのクラブが統合されて成立した。活動している施設は、ヴィーゼンシュタイクのスポーツ広場のクラブハウス、学校体育館、ヴィーゼンシュタイク中心部の旧体育館である。ミュールハウゼンの市営ホールや旧スポーツ広場も利用されている。

## 人物

### 出身者
- ヨハン・バプティスト・シュトラウプ（ドイツ語版、英語版）（1704年 - 1784年）ロココの彫刻家
- フランツ・クサヴァー・メッサーシュミット（ドイツ語版、英語版）（1736年 - 1783年）バロックから古典主義の彫刻家

## 関連図書
- Christoph Friedrich von Stälin, ed (1842). “Wiesensteig”. Beschreibung des Oberamts Geislingen. Die Württembergischen Oberamtsbeschreibungen 1824–1886. Band 17. Stuttgart / Tübingen: Cotta’sche Verlagsbuchhandlung. pp. 263–284
- Franz Naumann, ed (1990). Wiesensteig in alten Bildern. Horb am Neckar: Geiger. ISBN 978-3-89264-475-0
- Siegfried Hermle (1996). Reformation und Gegenreformation in der Reichsgrafschaft Wiesensteig. Weißenhorn: Anton H. Konrad Verlag. ISBN 978-3-87437-391-3